# 德拉肯施泰因
德拉肯施泰因是德国巴登-符腾堡州的一个市镇。总面积5.69平方公里，总人口432人，其中男性217人，女性215人（2011年12月31日），人口密度76人/平方公里。